# Буяр Османі
Буяр Османі (мак. Бујар Османи, алб. Bujar Osmani; нар. 11 вересня 1979, Скоп'є) — македонський політик албанського походження, міністр закордонних справ Північної Македонії з 30 серпня 2020 року, колишній міністр охорони здоров'я Північної Македонії. Голова ОБСЄ з 1 січня 2023 року.

## Життєпис
У 1997—2004 навчався на медичному факультеті університету в Скоп'є за напрямом «загальна медицина». 2004 продовжив здобуття освіти у столичній спеціалізованій лікарні хірургічних захворювань ім. св. Наума Охридського у відділенні загальної та абдомінальної хірургії. З жовтня по грудень 2004 року викладав мікробіологію, фармакологію та гінекологію у медучилищі ім. Панче Караджозова в Скоп'є. 2006 проходив спеціалізацію з загальної хірургії на медичному факультеті столичного університету. У 2006—2007 роках перебував у Лондоні з метою підвищення кваліфікації в галузі хірургії печінки, жовчного міхура та підшлункової залози. 2008 — асистент кафедри хірургії медичного факультету Скопського університету.
З 2008 по 2011 рік був міністром охорони здоров'я в уряді Ніколи Груєвського. З 2011 року працював хірургом в університетській клініці абдомінальної хірургії в Скоп'є. З цього самого року був також речником (прессекретарем) своєї партії. З червня 2017 року був одним із заступників прем'єр-міністра Зорана Заєва, відповідальним за європейську політику.
У другому уряді Зорана Заєва призначений міністром закордонних справ, обійнявши цю посаду з серпня 2020 року. Тим самим став першим за часів незалежності Македонії представником албанської меншини цієї країни на посаді міністра закордонних справ.
Голова ОБСЄ з 1 січня 2023 року.